# خديجة العلام
خديجة العلام (4 أبريل 1959) شاعرة مغربية.

## نشأتها ودراستها
ولدت الشاعرة والتربوية خديجة العلام في مدينة الدار البيضاء من أب يعمل في قطاع الشرطة، ووالدتها ربة منزل. توفي والدها ولم تكن تجاوزت الست سنوات ولكنها تقول أنها لم تحس به، في كنف أم نسجت رموشها لتستدفئ وغزلت خيوط الليل لتنام ورفعت سوط التحدي لتتعلم.
درست بمدينة صفرو ثم سلا والرباط حيث حصلت على الإجازة في اللغة العربية وآدابها سنة 1986، عملها في مهنة التدريس جعلها تتجول بين عدة مدن مغربية فمن القنيطرة إلى أكادير و ورزازات، وابن أحمد ثم عادت لمدينتها الهادئة سلا، كل هذا التجوال وعشقها للأماكن التي مرت منها ولد لديها حس الشاعرة فكتبت شعرا ونظمت كلمات موزونة.

## تجاربها المهنية
منذ الصغر أحبت شيئين:
أولهما: المخيمات الصيفية التي تقول أنها منحتنها فرصة التجوال والاستكشاف وربت فيها روح التعاون والانخراط الجماعي.
وثانيهما: قراءة القصص والشعر باللغة العربية هذا العالم الذي جعلها تنزوي كل ليلة لتغرف منه عجائب الأقوام وسر اللغة.
- خديجة أيضا ناشطة جمعوية معروفة بمدينة سلا، فهي منسقة الأندية التربوية والمخيمات الصيفية بجمعية شموع الوطنية فرع سلا.
- نائبة الكاتبة العامة بجمعية بيت المبدع الدولية.
- أحد مؤسسي جمعية سلا للشعر والزجل.
- نائبة الكاتبة العامة لجمعية فضاء الصحافة.
- شاركت في قافلة المحبة في دورتها الثالثة إلى تونس.

## إصداراتها
- ديوان صدر سنة 2012 عنوانه عشق الوهم والخيال.
- ديوان قيد الطبع عنوانه تمهل أيها المساء.

## وصلات خارجية
- صفحة الفيس بوك الخاصة بالشاعرة خديجة العلام  على فيسبوك.
- مشروع ويكيبيديا العربية